# Пультон, Эдвард Бэгнол
Эдвард Бэгнол Пультон (англ. Edward Bagnall Poulton) — британский зоолог. Член Королевского общества (1889), президент Линневского общества (1912–1916).

## Биография
Профессор зоологии в биологическом отделении Оксфордского университета, заместивший знаменитого Уэствуда (Westwood) после его смерти (1893). Известен своими многочисленными работами по мимикрии и окраске насекомых. Часть этих работ собрана в его книге «The Colours of Animals» (Л., 1890, Internation. scient. series, vol. LXVIII).
В 1903 году именно Пультон ввёл термин "симпатрия".